# روب فنسنت
روب فنسنت (بالإنجليزية: Rob Vincent)‏ (26 أكتوبر 1990 بليفربول في المملكة المتحدة - ) هو لاعب كرة قدم بريطاني في مركز الوسط. لعب مع دي.سي. يونايتد وSalem City FC ‏ وWest Virginia United ‏ وبيتسبورغ ريفرهوندز.

## وصلات خارجية
- روب فنسنت على موقع الدوري الأمريكي (الإنجليزية)
- روب فنسنت على موقع Soccerbase.com (لاعب) (الإنجليزية)
- روب فنسنت على موقع Soccerway.com (الإنجليزية)
- روب فنسنت على موقع عالم كرة القدم.نت (الإنجليزية)
- روب فنسنت على موقع AS.com (الإسبانية)